# Číčovice
Číčovice (en allemand : Welisch) est une commune du district de Prague-Ouest, dans la région de Bohême-Centrale, en République tchèque. Sa population s'élevait à 303 habitants en 2020.

## Géographie
Číčovice se trouve à 11 km à l'est-nord-est de Kladno et à 17 km au nord-ouest du centre de Prague.
La commune est limitée par Zájezd, Libochovičky et Okoř au nord, par Lichoceves à l'est, par Tuchoměřice et Štěchovice au sud, et par Makotřasy à l'ouest.

## Histoire
La première mention écrite de la localité date de 1542.